# Токовое (Ярославская область)
Токовое — деревня в Даниловском районе Ярославской области. Входит в состав Дмитриевского сельского поселения.

## География
Находится в северо-восточной части Ярославской области на расстоянии приблизительно 9 км на юг-юго-запад по прямой от железнодорожного вокзала города Данилова, административного центра района.

## История
В 1859 году здесь (деревня Даниловского уезда Ярославской губернии) было учтено 13 дворов, в 1898 — 13.

## Население
Численность населения: 76 человек (1859 год), 5 (русские 100 %) в 2002 году, 5 в 2010.